# Тулиголівська сільська рада (Кролевецький район)
Тулиголі́вська сільська́ ра́да — колишній орган місцевого самоврядування у Кролевецькому районі Сумської області. Адміністративний центр — село Тулиголове.

## Загальні відомості
- Населення ради: 1 464 особи (станом на 2001 рік)

## Населені пункти
Сільській раді підпорядковані населені пункти:
- с. Тулиголове

## Склад ради
Рада складається з 16 депутатів та голови.
- Голова ради: Кирик Микола Степанович
- Секретар ради: Кириєнко Світлана Валентинівна

### Керівний склад попередніх скликань
| Прізвище, ім'я, по батькові    | Основні відомості                                                          | Дата обрання | Дата звільнення |
| ------------------------------ | -------------------------------------------------------------------------- | ------------ | --------------- |
| Тябін Віталій Федорович        | Сільський голова, 1950 року народження, член Соціалістичної партії України | 26.03.2006   | 31.10.2010      |
| Кирик Микола Степанович        | Сільський голова, 1963 року народження, освіта вища, безпартійний          | 31.10.2010   | 25.10.2015      |
| Самойленко Олексій Миколайович | Сільський Голова, безпартійний                                             | 2015         |                 |

Примітка: таблиця складена за даними сайту Верховної Ради України